# Браун, Шарль
Шарль Луи Жорж Браун (фр. Charles Louis Georges Brown; 9 апреля 1898, Булонь-сюр-Мер — 7 сентября 1988, Булонь-сюр-Мер) — французский скрипач, композитор и музыкальный педагог.
Сын переводчика. Учился в своём родном городе, затем в Парижской консерватории по классу скрипки (у Люсьена Капе), изучал также композицию под руководством Ги де Лионкура. С 1938 года играл на скрипке в Оркестре Ламурё. В 1948—1960 гг. директор консерватории в Бурже. Затем вернулся в Париж, преподавал в Школе Сезара Франка, в 1971—1977 гг. её последний директор. Затем вышел на пенсию и вернулся в свой родной город.
Автор многочисленных камерных и симфонических произведений, ораторий и кантат, среди которых «Кантата для святой Жанны Французской» (фр. Cantate pour sainte Jeanne de France; 1950). Первая симфония Брауна была впервые исполнена в 1952 году оркестром Падлу под руководством Альбера Вольфа, симфоническая поэма Lux in tenebris впервые прозвучала в 1955 году в исполнении Оркестра концертного общества Парижской консерватории под управлением Андре Клюитанса. Элегия Брауна была в 1945 году конкурсным сочинением для выпускников класса трубы в Парижской консерватории.